# Жари (Звягельський район)
Жари́ — село в Україні, у Баранівській міській територіальній громаді Звягельського району Житомирської області. Населення становить 379 осіб (2001).

## Історія
Відоме з XVI ст. як маєток князів Острозьких. У XIX ст. належало князям Гагаріним, а з 1911 р. — Строгановим.
У 1906 році — село Баранівської волості Новоград-Волинського повіту  Волинської губернії. Відстань від повітового міста 51 верста, від волості 16. Дворів 51, мешканців 146.
До 27 липня 2016 року — адміністративний центр Жарівської сільської ради Баранівського району Житомирської області.
27 липня 2016 року село увійшло до складу новоствореної Баранівської міської територіальної громади Баранівського району Житомирської області. Від 19 липня 2020 року, разом з громадою, в складі новоствореного Новоград-Волинського (згодом — Звягельський) району Житомирської області.